# Рыбное молоко
«Рыбное молоко» — продукт, выпущенный впервые в Чили, который представляет собой растворимый в воде порошок — рыбную муку очень тонкого помола. Институт рыбного хозяйства в Сантьяго утверждал, что получаемая при растворении порошка в воде белая жидкость богаче белками, чем коров. молоко, и дешевле. Продукт не имел запаха рыбы. По мнению ФАО, новый заменитель молока можно использовать для откорма скота — в Чили из-за нехватки молока в 1970-е годы ежегодно забивали 850 000 новорождённых телят. Не исключают, что из «рыбного молока» можно будет изготавливать заменители молочных продуктов типа мороженого или сыра.